# Municipio de Asunción Cuyotepeji
El Municipio de Asunción Cuyotepeji es uno de los 570 municipios que forman al estado mexicano de Oaxaca, se encuentra integrado en la Región Mixteca y en el distrito de Huajuapan, se localiza en el extremo noroeste del estado y es cercano a los límites con el estado de Puebla, su cabecera es el pueblo se Asunción Cuyotepeji.

## Geografía
El municipio se localiza en el extremo noroeste oaxaqueño, es uno de los municipios menos extensos del estado, teniendo únicamente 76.55 kilómetros cuadrados de extensión, éstos representan el 0.08% de la extensión total del estado de Oaxaca. Sus límites territoriales son al norte con el municipio de Santiago Miltepec y con el municipio de San Juan Bautista Suchitepec, al sur con el municipio de Santa María Camotlán, al este con el municipio de San Francisco Teopan y al oeste con el municipio de Heroica Ciudad de Huajuapan de León.

### Orografía e hidrografía
El municipio es completamente montañoso por localizarse en la región Mixteca, las principales elevaciones del territorio son el cerro de Cuyotepeji, el cerro del Bendito y el cerro de la Cruz, existen además dos cañadas, denominadas la Cañada del Hígado y la Cañada de Yundoo.
El municipio es cruzado por varias corrientes menores, entre las que se encuentran el Río de Yundoo, Río del Hígado, Río del Gallinero y el Río de la Junta; todos ellos afluentes del Río Mixteco y pertecenecientes a la Cuenca del río Atoyac y a la Región hidrológica Balsas.

### Clima y ecosistemas
El clima de Asunción Cuyotepeji está clasificado como Semicálido subhúmedo con lluvias en verano en todo su territorio, la temperatura media anual se encuentra en un promedio entre 12 y 16 °C, y la precipitación anual promedio es de 600 a 800 mm.
La vegetación que se encuentra en el territorio municipal es mayormente correspondiente al clima seco en la región más baja del territorio, existiendo principalmente matorral, cactácesas y pastizales, en la región más elevadas se puede encontrar bosque templado con especies como palmas y ocote, gran parte del suelo es dedicado a la agricultura de temporal. La vida animal es abundante, en el municipio se pueden encontrar especies como armadillo, tlacuache, coyote, zorro, comadreja, conejo, tejón, así como varias aves y reptiles como Víbora de cascabel y coralillo.

## Demografía
El Conteo de Población y Vivienda de 2005 realizado por el Instituto Nacional de Estadística y Geografía da como resultado que la población total del municipio de Asunción Cuyotepeji es de 753 personas, siendo 346 hombres y 407 mujeres; la tasa de crecimiento poblacional anual de 2000 a 2005 fue de -2.8%, el porcentaje de población masculina es de 45.9%, por grandes grupos de edad, la población se divide en 37.2% menores de 15 años y 50.1% entre los 64 y los 15 años de edad, toda la población es considerada rural y el 0.3% de los habitantes mayores de cinco años es hablante de alguna lengua indígena.
De la población mayor de 5 años de edad, únicamente dos personas, ambos varones, reportan hablar alguna lengua indígena, sin que el Conteo de 2005 pueda especificar cual es dicha lengua.

### Localidades
La población del municipio se distribuye únicamente en cuatro localidades, la población de éstas según el censo de 2010 es la siguiente:
| Localidad           | Población (2010) |
| ------------------- | ---------------- |
| Asunción Cuyotepeji | 927              |
| Barrio Santa Cruz   | 54               |
| Barrio San Antonio  | 25               |
| El Solano           | 5                |
| Barrio Guadalupe    | 1                |
| Total municipio     | 1 012            |

## Política
El gobierno del municipio es electo por el principio de partidos políticos, por lo que éstos participan registrando candidatos al Ayuntamiento, que son electos por medio de elección universal, directa y secreta para un periodo de tres años no reelegibles para el periodo inmediato pero sí de manera no consecutiva, la elección se realiza el primer domingo del mes de agosto del año de la elección y el ayuntamiento entra en funciones el día 1 de enero del año siguiente. Asunción Cuyotepeji es uno de los 146 municipios que eligen a sus autoridades por este procedimiento vigente en todo el país, mientras que los restantes 424 municipios los eligen mediante usos y costumbres, es decir, mediante procedimientos apegados a sus costumbres y tradiciones.
El Ayuntamiento está integrado por el presidente municipal, un síndico y el cabildo que es integrado por cinco regidores.

### Representación legislativa
Para la elección de diputados locales al Congreso de Oaxaca y de diputados federales a la Cámara de Diputados federal, Asunción Ixtaltepec se encuentra integrado en los siguientes distritos electorales:
Local:
- XV Distrito Electoral Local de Oaxaca con cabecera en Huajuapan de León.

Federal:
- Distrito electoral federal 3 de Oaxaca con cabecera en Heroica Ciudad de Huajuapan de León.[15]